# Ruarc mac Brain
Ruarc mac Brain  (mort en 862) est le 4e des dix rois de Leinster qui accèdent au pouvoir et règnent à partir de  Lyons Hill (en),Ardclough, Comté de Kildare, c'est un membre du sept Uí Dúnchada, l'un des trois septs des Uí Dúnlainge une des dynasties qui alternent sur le royaume de Leinster entre 750 et 1050, particulièrement importante dans l'histoire du comté de Kildare

## Contexte
Ruarc est l'un des deux fils de Bran mac Fáeláin, considéré comme roi, car la succession des souverains du Leinster est difficile à reconstituer à cette époque. Selon les listes royales Ruarc succède à son père, à Lorcán mac Cellaig, ou même à Tuathal mac Máele-Brigte ou enfin à Muirecán mac Diarmato, qui meurt un an après Ruarc....
En 843 les Annales d'Ulster relèvent qu'Artacán mac Domnaill est « traîtreusement tué » par Ruarc mac Brain, mais aucune
identification ou titre ne sont précisées. De même en 846, quand il combat aux côtés de Máel Sechnaill Ier mac Máele Ruanaid et qu'ils sont défaits par Tigernach mac Fócartai du sept Uí Chernaig du puissant Síl nÁedo Sláine, aucun titre ne leur ait attribué. Son obituaire dans  Annales d'Ulster en 862 le désigne seulement comme "Roi des Uí Dúnlainge". Les Annales des quatre maîtres ajoutent qu'il est tué par les Uí Néill, la souveraineté passe en théorie de Máel Sechnaill à Áed Findliath cette même année de la mort de Máel Sechnaill, et peut-être quelque peu avant.
D'autres entrées dans les  chroniques d'Irlande diffèrent de la succession régulière établies dans les listes royales. En 848, lorsqu'elles rapportent plusieurs défaites des  Vikings cette année là à Sciath Nechtain, près de l'actuel Castledermot, Comté de Kildare, Les Annales d'Ulster indiquent que les « Hommes du Leinster » sont conduits par Lorcán. En 854 Tuathal est dénommé « Roi des Uí Dúnlainge » dans la notice de sa mort et Muirecán « Roi de Naas » en 863. Francis John Byrne suggère que la cause de cette apparente confusion est lié au fait que les rois Uí Dúnlainge n'exercent en fait que peu d'autorité du fait des agressions de leur voisin occidental Cerball mac Dúnlainge, roi d'Osraige. Cerball, qui ne parvient pas lui-même par à s'emparer du trône de Leinster, mais ne permet à aucun de ses rivaux d'y exercer un pouvoir réel.

## Article lié
- Liste des rois de Leinster

## Sources primaires
- Annales d'Ulster sur CELT: Corpus of Electronic Texts at University College Cork
- Annales de Tigernach sur CELT: Corpus of Electronic Texts at University College Cork
- Livre de Leinster, Rig Laigin et Rig Hua Cendselaig sur CELT: Corpus of Electronic Texts at University College Cork

## Sources secondaires
- (en) T.W Moody, F.X. Martin, F.J. Byrne, A New History of Ireland IX Maps, Genealogies, Lists. A companion to Irish History part II, Oxford, Oxford University Press, 2011, 690 p. (ISBN 978-0-19-959306-4), p. 134 & 200 Kings of Leinster to 1171
- (en) Francis John Byrne, Irish Kings and High-Kings, Dublin, Four Courts Press, 2001, 341 p. (ISBN 978-1-85182-196-9)
- (en) T.M. Charles-Edwards, Early Christian Ireland, Cambridge, Cambridge University Press, 2000, 707 p. (ISBN 0-521-36395-0)